# Khan Yunis

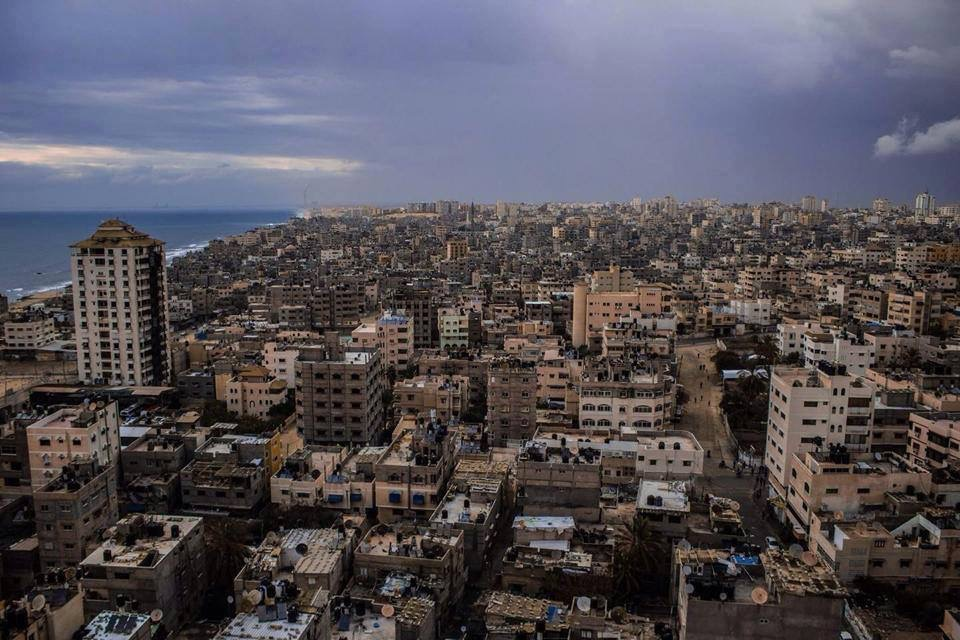
Quang cảnh thành phố Khan Yunis, năm 2023 thì nó đã bị quân Israel phá hủy gần như hoàn toàn

Khan Yunis (tiếng Ả rập: خان يونس, còn gọi là Khan Younis hay Khan Yunus) là một thành phố ở phía nam Dải Gaza, đây là thủ phủ của Chính quyền Khan Yunis ở Dải Gaza. Theo Cục Thống kê Trung ương Palestine thì thành phố Khan Yunis có dân số 205.125 người vào năm 2017. Thành phố Khan Yunis nằm cách Biển Địa Trung Hải chỉ 4 km (khoảng 2,5 dặm) về phía đông, có khí hậu bán khô hạn với nhiệt độ tối đa 30 độ C vào mùa hè và tối thiểu 10 độ C vào mùa đông, với lượng mưa hàng năm khoảng 260mm. Khu vực bầu cử Khan Yunis có năm thành viên trong Hội đồng lập pháp Palestine. Sau cuộc bầu cử lập pháp Palestine năm 2006, có ba thành viên Hamas, bao gồm Yunis al-Astal, và hai thành viên Fatah, bao gồm Mohammed Dahlan. Khan Yunis là khu đô thị lớn thứ hai ở Dải Gaza sau Thành phố Gaza (thành phố trung tâm). Thành phố này đóng vai trò là trung tâm thị trường chính của một nửa phía nam lãnh thổ và định kỳ tổ chức phiên chợ Bedouin gọi là souk ("khu chợ ngoài trời") hàng tuần, chủ yếu liên quan đến trao đổi hàng hóa đặc sản, sản vật địa phương. Khan Yunis có tỷ lệ thất nghiệp cao nhất ở vùng lãnh thổ Palestine. Năm 2023-2024, thành phố này chứng kiến cuộc diệt chủng Gaza của Israel nhắm vào người Palestin, người tị nạn Palestine.

## Bị tàn phá

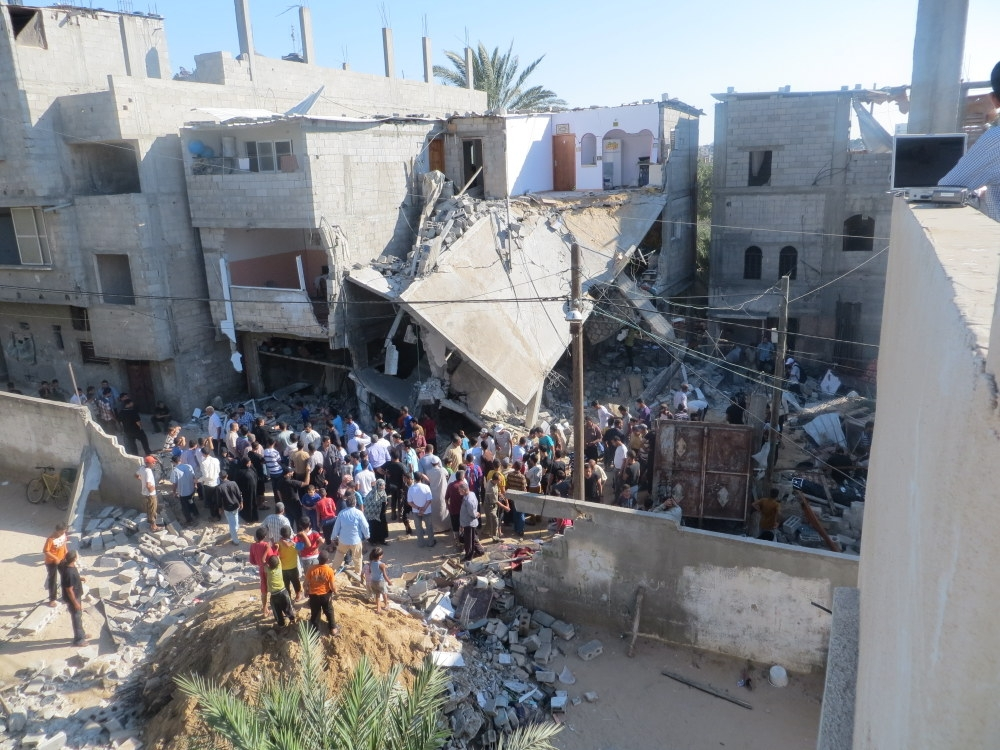
Một tòa nhà gia đình bị không quân Israel ném bom tàn phá

Trong Chiến tranh Israel–Hamas năm 2023, không quân Israel đã ném bom rải thảm Khan Yunis cùng với các thành phố khác ở Dải Gaza như một phần của cuộc tấn công chống lại Hamas. Không quân Israel ném bom trên diện rộng để hủy diệt phần lớn thành phố, bao gồm cả khu chung cư thành phố Hamad. Các nguồn tin địa phương cho biết có rất nhiều thường dân thương vong ở Khan Yunis do các vụ đánh bom của Israel mà hãng thông tấn Palestine Wafa đưa ra con số "ít nhất là 70.000" tính đến ngày 3 tháng 12 năm 2023. Bảo tàng văn hóa Al Qarara đã bị phá hủy trong một vụ nổ do cuộc tấn công của Israel vào tháng 10 năm 2023, một phần của cuộc tấn công được cho là nhằm vào các ngôi nhà dân sự và nhà thờ Hồi giáo ở khu vực lân cận. Vào ngày 01 tháng 12 năm 2023, Lực lượng Phòng vệ Israel đã phát động một chiến dịch không kích quy mô lớn vào thành phố Khan Yunis với các máy bay chiến đấu của Không quân Israel tấn công hơn 50 mục tiêu trong khu vực. Các cuộc không kích và tấn công bằng pháo binh này tiếp tục trong vài ngày tiếp theo với số lượng lớn hơn.
Vào ngày 5 tháng 12 năm 2023, lực lượng Israel tuyên bố rằng quân Israel đã tiến vào trung tâm Khan Yunis. Họ tuyên bố rằng đây là ngày giao tranh căng thẳng nhất kể từ khi bắt đầu các chiến dịch trên bộ, xét về số chiến binh Hamas thiệt mạng, số lần giao tranh và việc sử dụng hỏa lực từ mặt đất và trên không. Vào ngày 18 tháng 12 năm 2023, IDF thông báo rằng Đơn vị Duvdevan và Đơn vị Oketz đã phá hủy nhiều mạng lưới đường hầm và một nhà máy sản xuất máy bay không người lái trong cuộc tiến công ở Khan Younis, trong khi chỉ có bảy binh sĩ IDF thiệt mạng. Việc phá hủy các bệ phóng tên lửa nhằm vào Israel đã làm suy giảm khả năng của Hamas trong việc tiến hành các cuộc tấn công bằng tên lửa vào Israel. Vào ngày 4 tháng 1 năm 2024, IDF tuyên bố đã làm suy giảm đáng kể khả năng chỉ huy và kiểm soát của các tiểu đoàn phía bắc và phía đông của Lữ đoàn Hamas Khan Younis với việc phá hủy hệ thống đường hầm, cơ sở hạ tầng và đã giết chết của các chỉ huy đại đội. Lữ đoàn 4 của IDF tấn công vào sườn phía nam của Lữ đoàn Hamas Khan Younis khi IDF bao vây thành phố. Ngược lại, lực lượng hành động đặc biệt của hải quân Hamas (SOF) tiếp viện cho các chiến binh Palestine ở Khan Younis thông qua hệ thống đường hầm trong khi Lữ đoàn Tử đạo al Aqsa, Lữ đoàn Kháng chiến Quốc gia và Lữ đoàn al Quds chiến đấu với IDF ở các khu vực khác ở thành phố.

## Chú thích

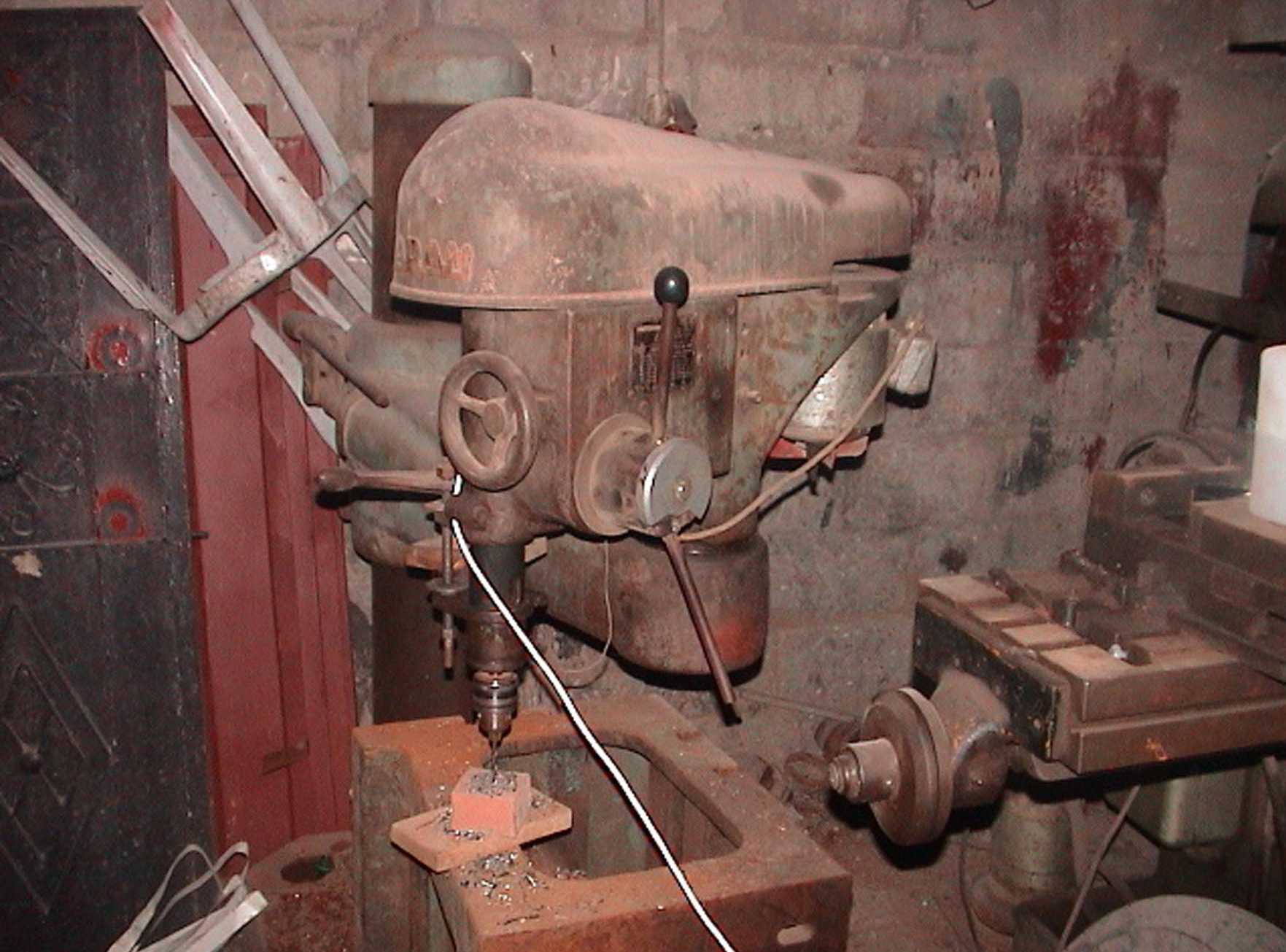
Một cơ sở chế tạo vũ khí bị Israel chiếm giữ

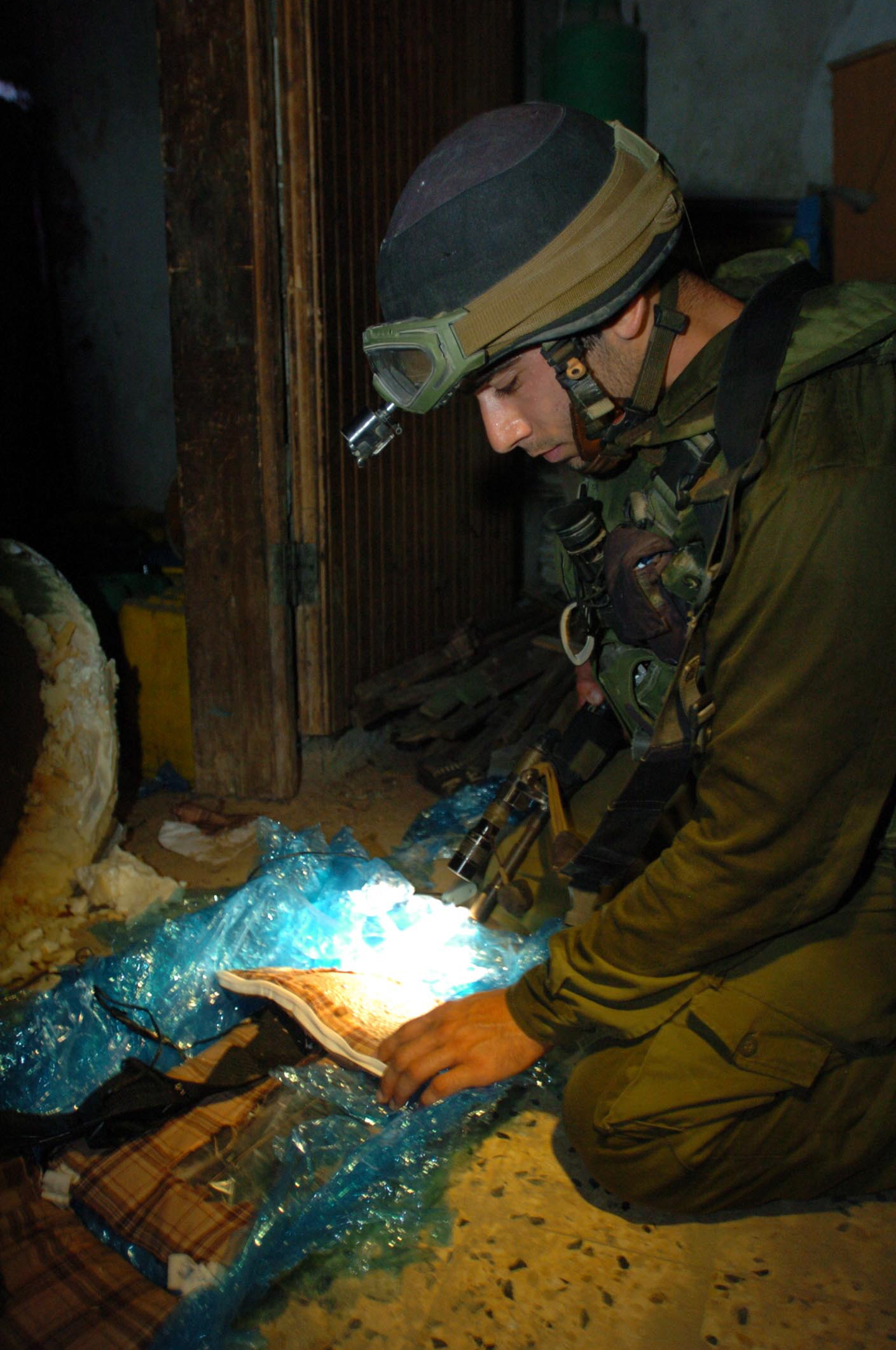
Binh sĩ của Lực lượng IDF kiểm soát thành phố